# Macon County (Illinois)
Macon County is een county in de Amerikaanse staat Illinois.
De county heeft een landoppervlakte van 1.504 km² en telt 114.706 inwoners (volkstelling 2000). De hoofdplaats is Decatur.